# Protula alberti
Protula alberti är en ringmaskart som beskrevs av Fauvel 1909. Protula alberti ingår i släktet Protula och familjen Serpulidae. Inga underarter finns listade i Catalogue of Life.